# Operazione May Day
L'operazione May Day (let. "primo maggio") si riferisce a una serie di ricerche militari clandestine condotte a Savannah (Georgia) nel 1956 da parte dell'US Army come parte di un programma per la guerra entomologica (EW).

## Svolgimento
Dall'aprile al novembre del 1956, una serie di test sull'EW furono effettuati. Lo scopo principale era quello di verificare gli effetti della dispersioni di alcune zanzara tigre egiziane in un'area urbana. Il progetto fu quindi effettuato a Savannah, e le zanzare vennero in seguito catturate attraverso trappole innescate con ghiaccio secco.

## Scoperta
I residenti di Savannah portarono su di loro il peso dell'intera operazione clandestina, fino a quando nel 1981 l'US Army non declassificò parte dei documenti dell'operazione rendendoli di pubblico dominio.